# Geldschöpfungsmultiplikator
Der Geldschöpfungsmultiplikator ist in der Makroökonomie und Geldtheorie ein Multiplikator, der die maximale Grenze der aktiven Geldschöpfung eines Bankensystems angibt.

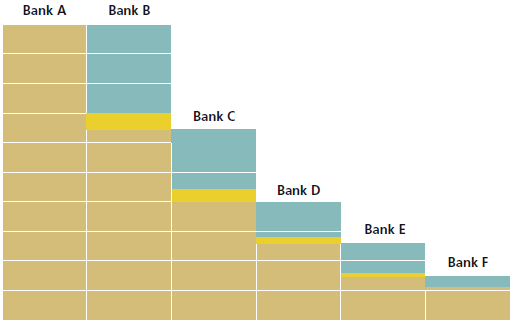
Überholte Darstellung des Multiplikatormodells (2007): „Barauszahlung und Mindestreserve“ begrenze die Giralgeldschöpfung der Geschäftsbanken.

Obgleich der Geldschöpfungsmultiplikator, als ein Konzept in der traditionellen Darstellung von Mindestreserve-Systemen, Relevanz aufwies, wird diese Theorie heute als irreführend verstanden: So kritisieren die Federal Reserve (2021), die Bank of England (2014, 2015), die Deutsche Bundesbank (2017) und die Ratingagentur Standard & Poors (2013) das Konzept.

## Allgemeines
Als Geldschöpfung wird die Schaffung von zusätzlichem Buchgeld durch die Geschäftsbanken eines Bankensystems bezeichnet. Zusätzliches Bargeld kann lediglich von der Zentralbank durch Ausgabe von Banknoten und Münzen geschaffen werden. Bargeld und Buchgeld in Händen von Nichtbanken (Privathaushalte, Unternehmen, öffentliche Haushalte) bilden zusammen auf dem Geldmarkt die Geldmenge.

## Geschichte
Als Begründer der Lehre von der Schaffung zusätzlichen Giralgeldes durch Geschäftsbanken gilt Henry Dunning Macleod (1863), wonach Banken in der Lage seien, ein Mehrfaches der bei ihnen deponierten Gelder in Form von Bankgutschriften zu schaffen. Der diesen Vorgang quantifizierende Geldschöpfungsmultiplikator in heutiger Form wurde von Chester Arthur Phillips (1882–1976) im Jahre 1920 vorgestellt. Der Bargeldabfluss als restriktive Größe kam 1933 hinzu.

## Arten
Unterschieden wird allgemein zwischen aktiver und passiver Geldschöpfung:
- Bei der passiven Geldschöpfung geht die Aktivität ausschließlich vom Bankkunden aus, indem er eine Bareinzahlung auf sein Girokonto vornimmt. Die Geschäftsbank erwirbt das Bargeld und verbucht es auf dem Kassenkonto als Zugang, während sie gleichzeitig dem einzahlenden Kunden eine Sichteinlage auf seinem Girokonto gutschreibt. Diese Gutschrift ist eine passive Geldschöpfung.
- Die aktive Geldschöpfung findet durch das Kreditgeschäft (Aktivgeschäft) der Geschäftsbanken statt, das sie mit Nichtbanken betreiben. Diese Kredite erscheinen im Bankensystem bei den Zahlungsempfängern erneut als Bankguthaben.

Die Refinanzierung für das Kreditgeschäft der Geschäftsbanken ist die Überschussreserve, dem Ausgangspunkt des Geldschöpfungsprozesses.
Zudem kann danach unterschieden werden, von wem die Geldschöpfung ausgeht:
- Primäre Geldschöpfung erfolgt durch die Zentralbank: bei Bargeld durch das Notenmonopol in Form der Ausgabe von zusätzlichem Bargeld, bei Buchgeld durch Ankauf von Devisen oder Wertpapieren (Offenmarktpolitik, Wertpapierkaufprogramme des Eurosystems) oder durch Lombardkredite;
- sekundäre Geldschöpfung erfolgt durch die Geschäftsbanken im Rahmen der Giralgeldschöpfung.

Damit sind sowohl die Zentralbanken als auch die Geschäftsbanken an der Geldschöpfung beteiligt.

## Geldschöpfungsprozess
Der Geldschöpfungsprozess wird dadurch in Gang gesetzt, dass nicht nur eine Geschäftsbank, sondern alle kreditgewährenden Geschäftsbanken ihre Überschussreserven zur aktiven Geldschöpfung einsetzen. Dadurch multipliziert sich die Schaffung von Buchgeld in einem Maße, dass die Überschussreserve einer einzelnen Geschäftsbank um ein Vielfaches übertroffen wird. Dieser Tatbestand wird multiple Giralgeldschöpfung genannt. Er wiederholt sich unendlich.

### Formale Darstellung
Die multiple Giralgeldschöpfung wird in einer Summenformel als unendliche geometrische Reihe dargestellt. Dabei ist die Überschussreserve {\displaystyle R} Ausgangspunkt für die Berechnung der betriebswirtschaftlichen Kennzahl des Geldschöpfungsmultiplikators {\displaystyle \Delta G}, bei dem die Bargeldquote {\displaystyle c} und der Mindestreservesatz {\displaystyle r} als limitierende Faktoren zu berücksichtigen sind:
{\displaystyle \Delta G=R\cdot {\frac {1}{(c+r)\cdot (1-c)}}}.
Das zusätzlich geschaffene Giralgeld {\displaystyle \Delta G} entstand aus einer Bareinzahlung oder Gutschrift als erster Überschussreserve {\displaystyle R} bei einer Geschäftsbank.
Die mechanisch wirkende Formel unterstellt unter anderem, dass das zusätzlich geschaffene Giralgeld als Kreditangebot auf den Kreditmarkt gelangt, wo es durch die Kreditnachfrage vollständig absorbiert wird und wiederholt zu Sichteinlagen führt, die wiederum Grundlage für eine neue Geldschöpfung werden.

### Modell
Ausgangspunkt der Überlegung ist die von der Zentralbank emittierte Geldbasis, welche die Zentralbank den Geschäftsbanken kontingentiert und gegen den Leitzins zur Verfügung stellt (siehe auch Hauptrefinanzierungsinstrument). Umfang und Preis dieser Geldkontingente sind Gegenstand der Geldpolitik der Zentralbank. Die Geschäftsbanken wiederum stellen das Zentralbankgeld den Nichtbanken in Form von Krediten zur Verfügung. Ein Multiplikatoreffekt tritt nun dadurch ein, dass die Nichtbanken zumindest einen Teil ihrer Liquidität nicht in Form von Bargeld benötigen und diesen Teil als Buchgeld innerhalb des Geschäftsbankensystems belassen. Diese Einlagen stehen damit wiederum als Basis für weitere Kreditvergaben zur Verfügung.
Eine Abschwächung erfährt der Multiplikatoreffekt durch die Mindestreservepflicht, der zufolge die Geschäftsbanken die Einlagen ihrer Kunden nicht in vollem Umfang als Kredite weiterreichen dürfen.
Zwischen der Geldmenge {\displaystyle M1}, die sich aus dem Multiplikatoreffekt ergibt, und dem Zentralbankgeld {\displaystyle M0} ergibt sich folgender Zusammenhang:
{\displaystyle M1=M0\cdot \underbrace {\left({\frac {1+BH}{RS+BH}}\right)} _{\text{Multiplikator}}}:
{\displaystyle RS} sei hierbei der Mindestreservesatz der Banken (also derjenige Anteil der Einlagen, der freiwillig oder unfreiwillig nicht als Kredit vergeben wird) und {\displaystyle BH} die Bargeldhaltung der Nichtbanken (also der Anteil des Bargeldes an ihrem Buchgeldbestand). Für die Herleitung der Formel wird die Geldmenge als {\displaystyle M1=G+B=G\cdot (1+BH)} ausgedrückt, wobei {\displaystyle G} der Buchgeldbestand (Guthaben auf Girokonten) der Nichtbanken und {\displaystyle B} deren Bargeldbestand seien, und das Zentralbankgeld als die Summe der Reserve und des Bargeldbestands: {\displaystyle M0=G\cdot RS+B=G\cdot (RS+BH)}. Daraus folgt {\displaystyle {\frac {M1}{M0}}={\frac {1+BH}{RS+BH}}}.

## Wirtschaftliche Aspekte
Das Konzept des Geldschöpfungsmultiplikators ist mechanisch, weil es auf starren Verhaltensannahmen beruht. Die Bargeldquote wird als dauerhaft konstant angenommen, tatsächlich schwankt sie im Jahresverlauf jedoch beträchtlich (Urlaubssaison). Ferner wird davon ausgegangen, dass die einzelne Geschäftsbank maximal bis zur Höhe ihrer Überschussreserve Geldschöpfung betreiben kann. Es ist tatsächlich aber denkbar, dass sie die Überschussreserve nicht voll zur Kreditgewährung ausschöpft oder sie sogar überschreitet, wenn eine Geschäftsbank über anderweitige Zentralbankgelder verfügt. Schließlich ist unsicher, ob in Höhe der Überschussreserve stets Kreditnachfrage besteht.
Die Zentralbank besitzt das Monopol zur Schaffung von Zentralbankgeld, das sie durch Ankauf von Devisen (bei einer Devisenmarktintervention) oder Wertpapieren (Offenmarktpolitik oder Wertpapierkaufprogramme des Eurosystems) wahrnimmt. Durch diese Geschäfte wirkt auch die Zentralbank an der aktiven Geldschöpfung mit, denn die Geldschöpfung entspricht der Zunahme der Geldbasis. Geschäftsbanken können sich auch begrenzt durch Lombardkredit (Spitzenrefinanzierungsfazilität, Wertpapierpensionsgeschäfte) bei der Zentralbank Zentralbankgeld beschaffen, so dass die Überschussreserve nicht die Obergrenze für die aktive Giralgeldschöpfung darstellt. Die aktive Giralgeldschöpfung erhöht das bestehende Kreditangebot des Bankensystems auf dem Kreditmarkt. Deshalb führt eine expansive Geldpolitik der Zentralbank zur Erhöhung des Kreditangebots, eine restriktive ermäßigt es. Erhöht sie den Leitzins, sinkt das optimale Kreditangebot, weil sich die Refinanzierungskosten für Zentralbankgeld erhöhen und umgekehrt. Gleichzeitig dürfte die Kreditnachfrage sinken.
Die Geldschöpfung erhöht – ceteris paribus – die Geldmenge in einer Volkswirtschaft bei unverändert bleibendem Güterangebot und ist damit eine Inflationsursache. Um diese geldmengenbedingte Inflation zu bekämpfen, wenden Zentralbanken innerhalb ihrer Geldpolitik das Instrument der Mindestreserve an, deren Erhöhung – als restriktiver Teil des Geldschöpfungsmultiplikators berücksichtigt – die maximale Geldschöpfung der Geschäftsbanken einschränkt. Daneben können Zentralbanken auch weitere Instrumente einsetzen.

## Kritik
Gemäß dem Liquiditätssaldokonzept (nach Claus Köhler) sind Mindest- und Überschussreserve zwar als Teilaspekte (Primärliquidität) der Kreditschöpfungsmöglichkeit der Geschäftsbanken zu verstehen, wobei als zumindest genauso relevant die Sekundärliquidität des jeweiligen Bankinstitutes verstanden wird. Auf die Höhe der Sekundärliquidität einer Geschäftsbank kann die jeweilige Zentralbank (nur) bedingt einwirken. Sekundärliquidität bedeutet, dass sich die jeweilige Geschäftsbank etwa für von selbst vergebenen Krediten mit von Ratingagenturen gut bewerteter Bonität (geringes Ausfallrisiko) jederzeit bei der Zentralbank oder am Geld- bzw. Interbankenmarkt refinanzieren wird können, womit in diesem Fall Mindest- (sowie Überschuss)reserve als zu unscharfe Größe(n) in Bezug zur Kreditschöpfungsmöglichkeit der jeweiligen Bank zu verstehen ist/sind.
Der Geldschöpfungsmultiplikator weist in der Praxis höchstens theoretische Annäherungsmöglichkeit auf und stellt vor allem eine Korrelation in normalen Zinsniveaus dar, die jedoch an der Nullzinsgrenze (Negativzins) bzw. in einer Liquiditätsfalle nicht mehr gilt. Da Zentralbankgeld (bis auf Bargeld) nicht in den Geldkreislauf der Realwirtschaft gelangt, weil Nichtbanken keinen Zugang zu Konten bei der Zentralbank und damit Zugriff auf Zentralbankgeld haben, kann dementsprechend bei einer Ausweitung von Zentralbankgeld, z. B. im Rahmen von quantitativer Lockerung (QE), auch nicht von einer direkt inflationär wirkenden „Geldschwemme“ gesprochen werden. Eine solche Formulierung, wie sie häufig in den Medien vorzufinden ist, ignoriert die fundamentalen Unterschiede zwischen Zentralbankgeld und Giralgeld bzw. unterstellt einen – in der Realität nicht vorhandenen – stabilen kausalen Zusammenhang zwischen beiden Größen auf Basis eines Geldschöpfungsmultiplikator-Modells.
Ein wesentlicher dabei unbeachteter Faktor ist die auch von der Konjunktur abhängige Höhe der Kreditnachfrage der Nichtbanken. Claus Köhler wies am Beispiel des Rezessionsjahres 1975 darauf hin.

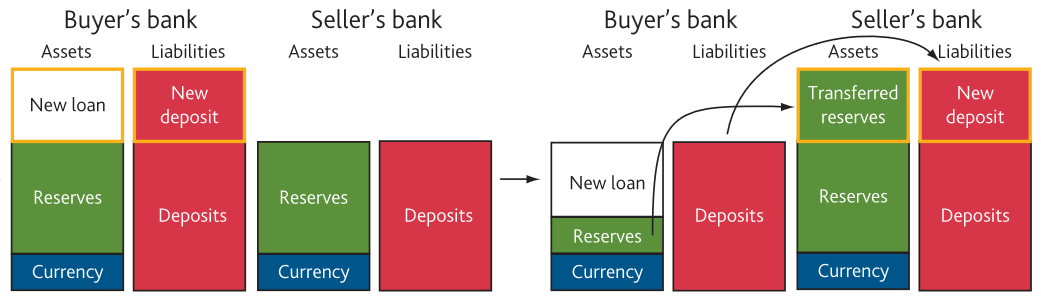
Bilanzverlängerung und -verkürzung bei Betrachtung der Kreditgewährung einer einzelnen Geschäftsbank.

Das klassische Multiplikator-Modell geht von der Notwendigkeit des Einwerbens von Spareinlagen aus. Das ist nur bedingt richtig, nämlich aus einzelwirtschaftlicher Sicht und nur für die einzelne Bank. Tatsächlich ist der Kausalzusammenhang bei gesamtwirtschaftlicher Betrachtung umgekehrt zu erkennen: Die Summe der Einlagen entsteht im Gesamtbankensystem aus der Nettokreditvergabe der Geschäftsbanken, und nur wenn die Verbindlichkeiten (Einlagen) einer einzelnen Bank A zum Tragen kommen, vermindert dies ihre Liquidität, erhöht (bei Vernachlässigung erhöhter Bargeldhortung) jedoch gleichzeitig die Liquidität der komplementären Bank B, womit ebendiese über eine erhöhte Überschussreserve und erhöhte Kreditvergabemöglichkeit verfügt. Bank A benötigt zu weiteren Kreditvergaben nun eventuell Refinanzierungskredit entweder von der Zentralbank oder von Banken (Interbankenhandel), die über überschüssige Zentralbankguthaben verfügen.
Die Zentralbank stellt dem Bankensystem grundsätzlich das für die Mindestreserven und den Bargeldumlauf benötigte Zentralbankgeld zur Verfügung. Angebotsseitig ist die Kreditvergabe der Geschäftsbanken primär von der Zinspolitik der jeweiligen Zentralbanken abhängig, nachfrageseitig vor allem von der Investitionsbereitschaft des Unternehmenssektors.